# Spathoglottis plicata
Spathoglottis plicata är en orkidéart som beskrevs av Carl Ludwig von Blume. Spathoglottis plicata ingår i släktet Spathoglottis och familjen orkidéer. Inga underarter finns listade i Catalogue of Life.

## Bildgalleri

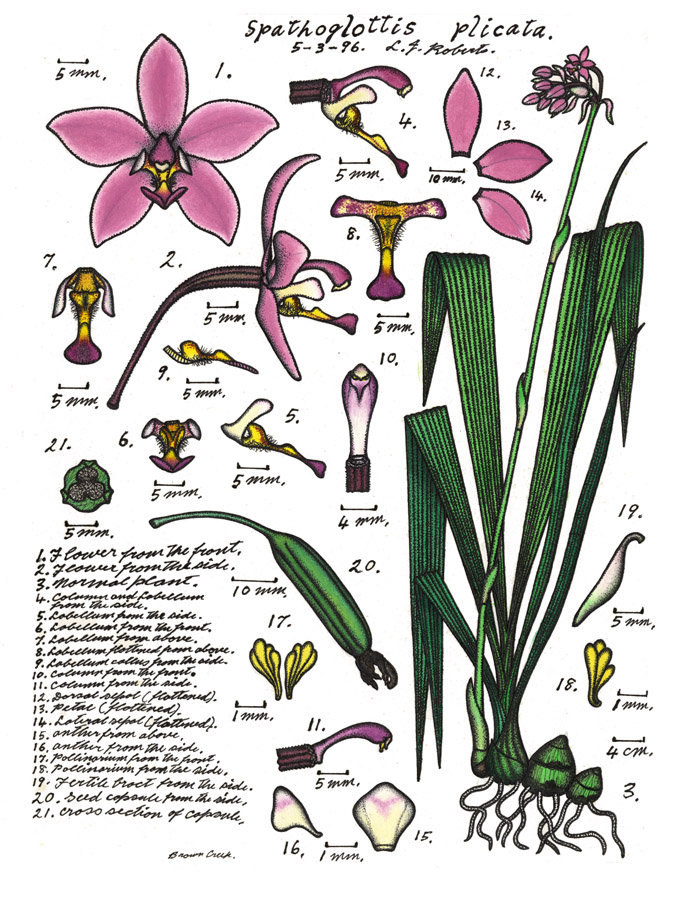
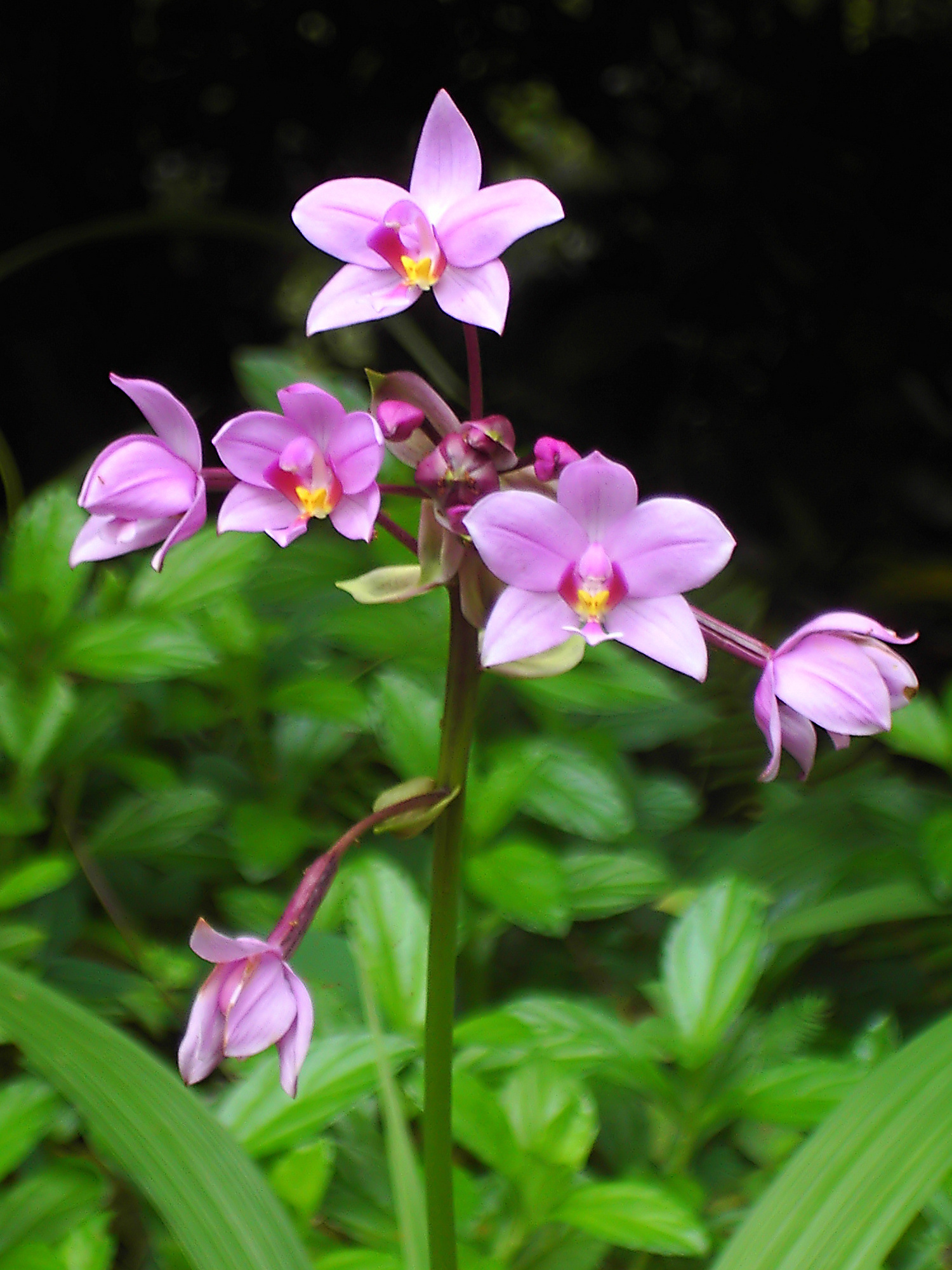
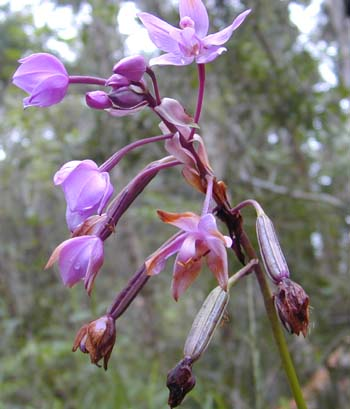
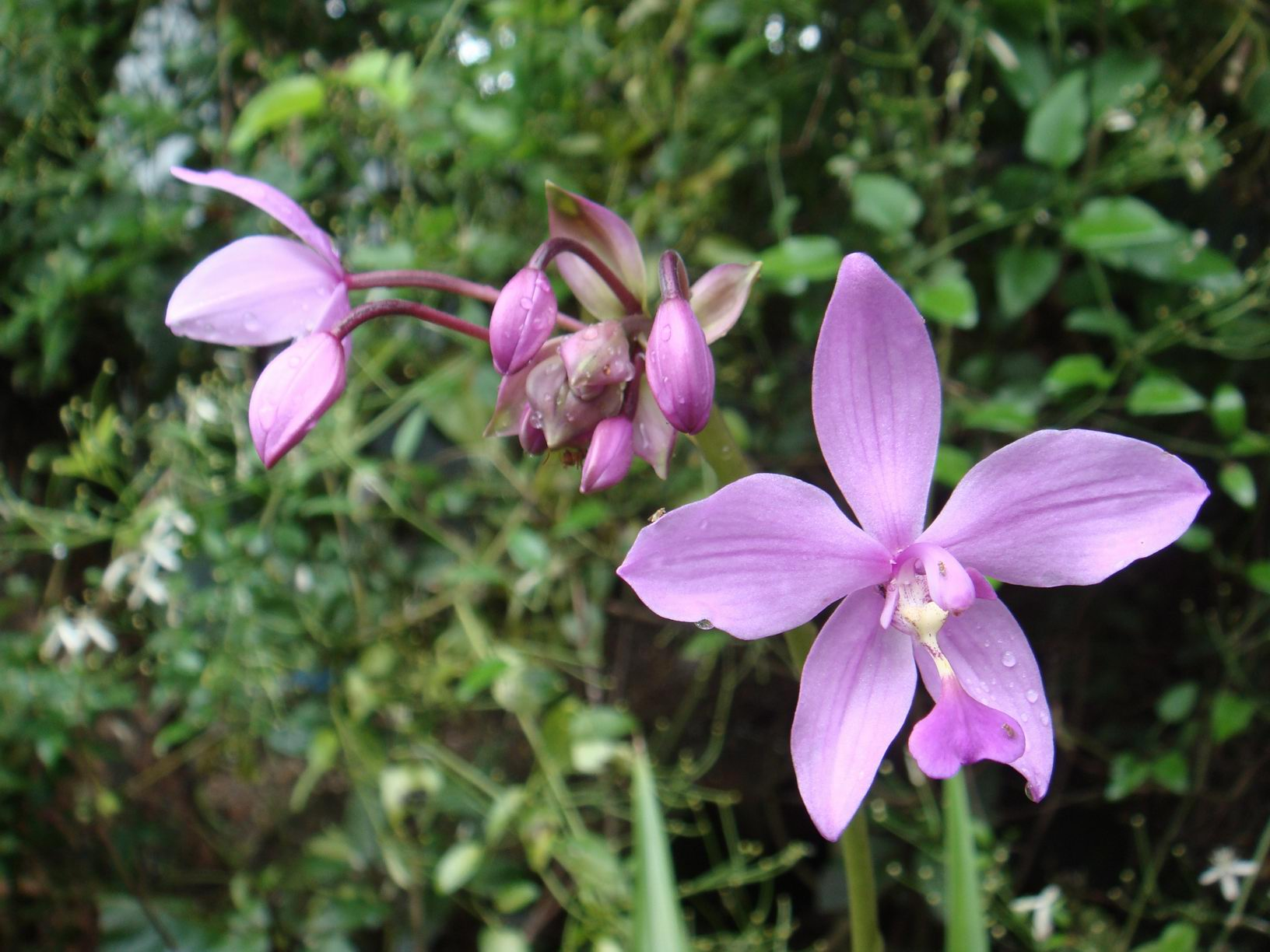
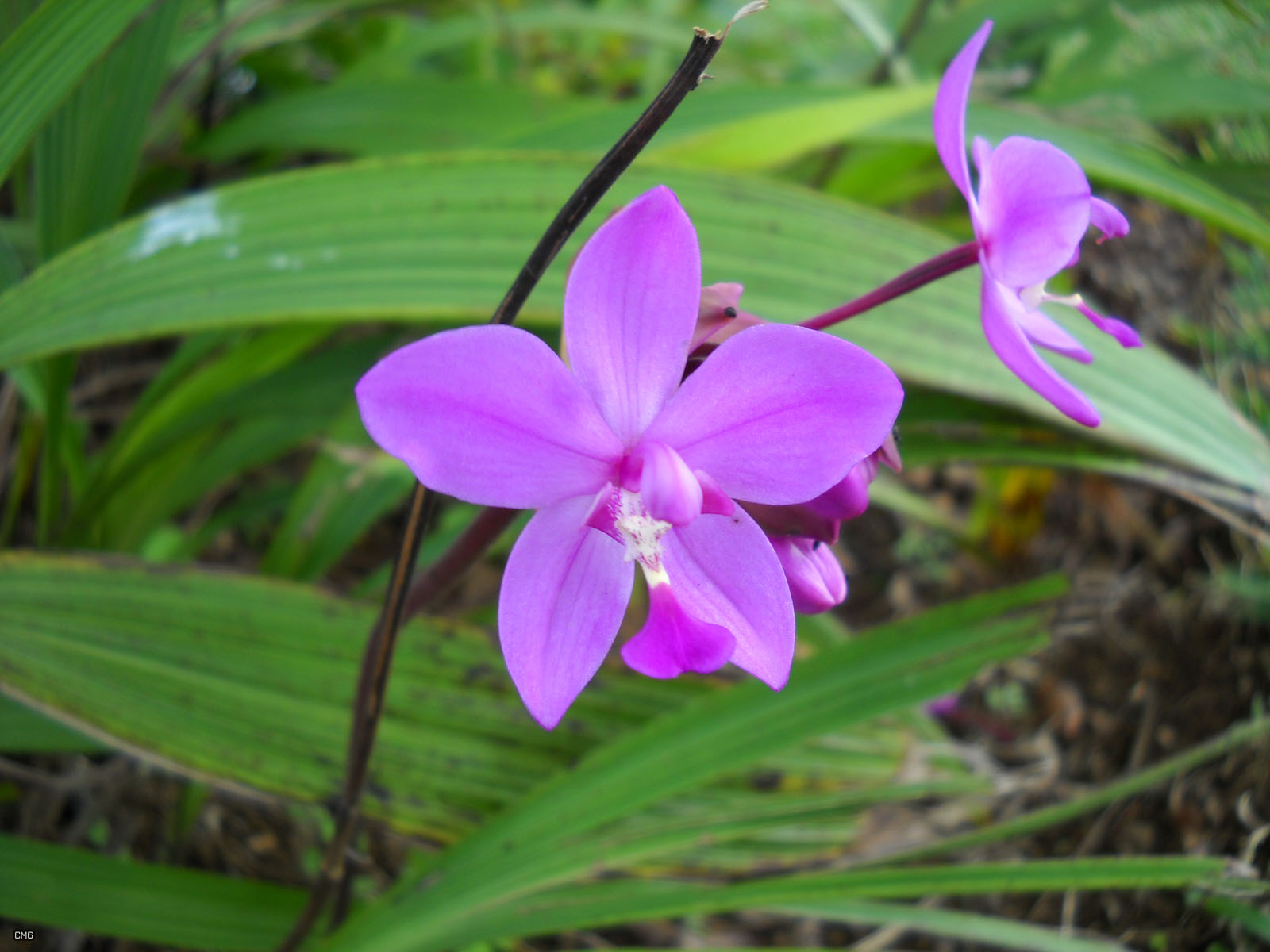
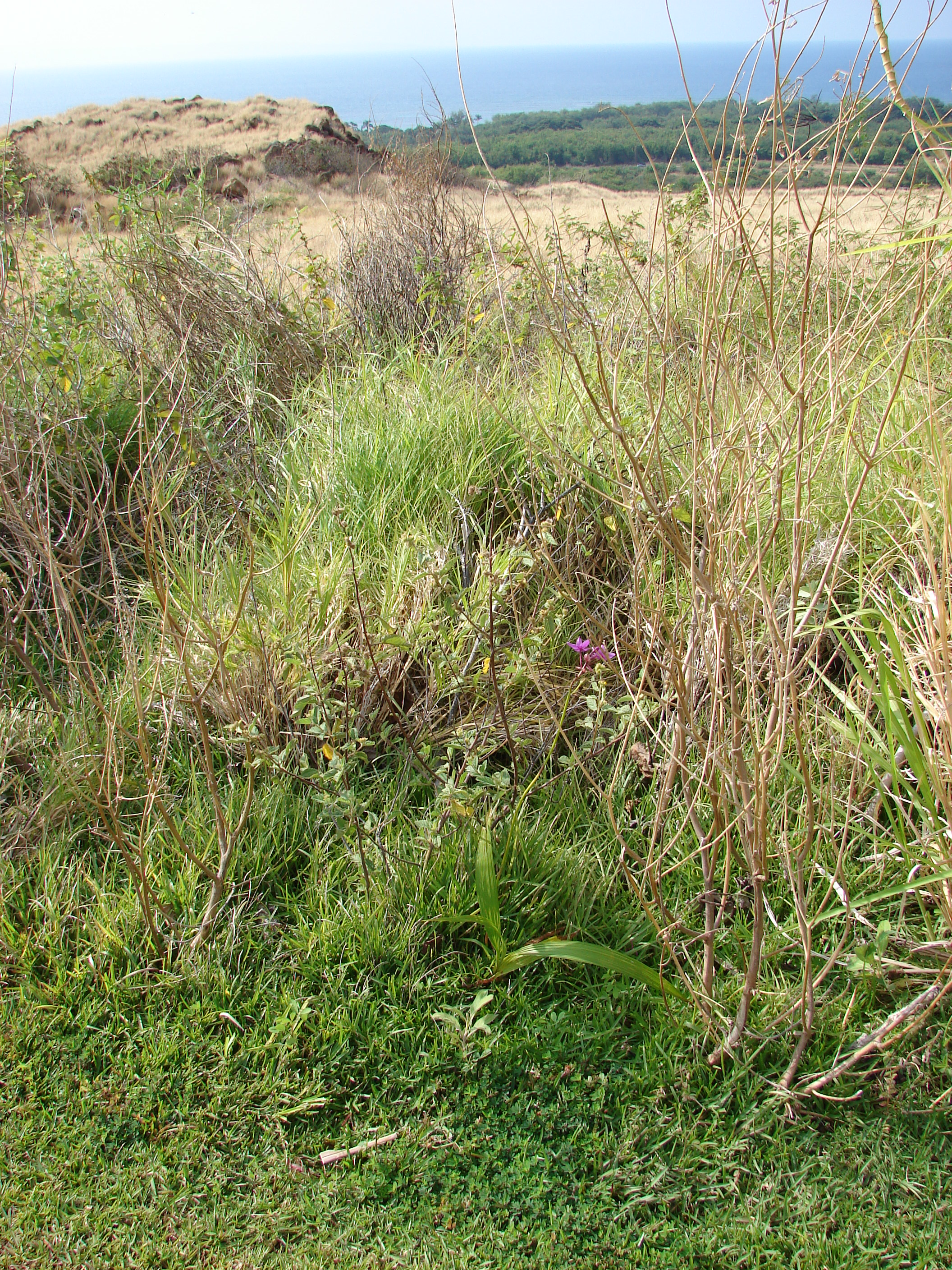